# Roger Saint-Vil
Roger Saint-Vil (Port-au-Prince, 1947. december 8. – New York, USA, 2020. június 7.) haiti válogatott labdarúgó.

## Pályafutása

### Klubcsapatban
1963-ban a  Zénith, 1964-ben az RC Haïtien, 1966-ban a Violette AC labdarúgója volt. 1967–68-ban az amerikai Baltimore Bays, 1974-ben a trinidadi Archibald FC, 1975-ben az amerikai Baltimore Comets, majd Cincinnati Comets játékosa volt.

### A válogatottban
A haiti válogatott tagjaként részt vett az 1974-es világbajnokságon.